# Vestavia Hills (Alabama)
Vestavia Hills é uma cidade localizada no estado americano do Alabama, no Condado de Jefferson e Condado de Shelby.

## Demografia
Segundo o censo americano de 2000, a sua população era de 24.476 habitantes.
Em 2006, foi estimada uma população de 31.051, um aumento de 6575 (26.9%).

## Geografia
De acordo com o United States Census Bureau tem uma área de 37,9 km², sem área coberta por água.

## Localidades na vizinhança
O diagrama seguinte representa as localidades num raio de 8 km ao redor de Vestavia Hills.